# Prismatolaimus chilensis
Prismatolaimus chilensis is een rondwormensoort uit de familie van de Prismatolaimidae. De wetenschappelijke naam van de soort is voor het eerst geldig gepubliceerd in 1988 door Cooman & Raski.